# Cinism (filozofie)
Cinismul sau Școala cinică a fost o școală filosofică greacă întemeiată în secolul V î.Hr. de Antistene , un discipol al lui Socrate.
Termenul „cinism” provine de la numele locului de reuniune al discipolilor lui Antistene, gimnaziul Cynosargos. Numele, s-a mai interpretat ca fiind înrudit cu cuvântul grec κύων / kuôn, care semnifică „câine”, în amintirea lui Diogene, considerat un alt fondator al cinismului și căruia i se spunea „Câinele”, aluzie la modul său de a trăi.
Școala cinică, alături de școala cirenaică, de cea megarică și de cea eritreică sunt cunoscute sub numele de ‘’Micii Socratici’’. Aceste școli au fost formate de elevi ai lui Socrate și sunt strâns legate de problema sofistică.
Cinismul s-a distins printr-o manifestare care a sfidat orice convenție sau normă socială. Cinicul pledează pentru viața naturală, apropiată de animalitate și acuză normele sociale impuse convențional, prin urmare împotriva firii. Filosofii cinici erau preocupați de problemele etice. Considerau că scopul vieții este fericirea iar ea nu putea fi atinsă decât prin virtute. Cinismul antic implica o practică ascetică a virtuții.
Aristotel spune că părerea cinicilor era următoarea: nu se poate spune decât „un singur lucru despre un lucru”. Antistene susținea că unui lucru nu i se poate atribui nici un epitet, nu putem afirma propoziția „omul este bun” ci doar „omul este om” și „bunătatea este bună”. Concluzia lui Antistene este că există doar individualul senzorial și nu concepte generale. În Metafizica, Aristotel se referă la simplicitatea teoriei lui Antistene, teorie din care rezulta că aproape orice propoziție este adevărată iar definiția conceptului imposibilă.
Reprezentanții cinismului sunt: Antistene, Diogene, Crates, Hipparchia, Metrocle, Monimos și Onesicritos.
Școala cinică a avut o perioadă de înviorare în secolul I.

## Sensul modern
Astăzi, vorbim de cinic pentru a desemna un individ care disprețuiește conveniența și care afirmă principii imorale.
Afirmația este una absurdă, conceptul de "conveniență" îl anulează pe cel de "imoralitate", dacă ambele sunt în accepțiunea generală, a societății.